# Dreux V de Mello
Dreux (V) de Mello († 1249) fils puîné de Dreux IV de Mello-St-Bris, connétable de France, et d'Ermengarde de Toucy, baron de Mayenne et sire de Dinan-Bécherel par son mariage, et de Loches, Châtillon et St-Maurice par son père (Remarque : pour numéroter notre Dreu(x), - Dreu(x) IV serait sans doute mieux, car son père le connétable, souvent appelé Dreux IV, pourrait davantage être nommé Dreu(x) III ; ou mieux encore - Dreu II, comme le deuxième de la branche de St-Bris, le connétable, fondateur de cette branche, étant alors Dreu Ier ; ou bien - Dreu Ier si l'on ne compte pas son père le connétable. De toute manière, la numérotation des Dreu(x) de Mello est chaotique, et la généalogie des Mello aux XIe – XIIe siècles quelque peu confuse ou lacunaire).

## Biographie
Il arriva à la succession de Juhel III de Mayenne, en épousant avant 1216 Isabelle, l'aînée de ses filles. De 1233 à 1236, il accorda de nombreux privilèges à l'abbaye de Fontaine-Daniel et aux prieurés de Fontaine-Géhard (à Géard, Châtillon-sur-Colmont) et de Saint-Mars-sur-la-Futaie, puis au mois de juillet 1239, sur le point de partir pour la croisade, fonda son anniversaire à Savigny et au couvent des cisterciennes de Marcilly. De retour dès le mois de mars 1240, il assistait au serment que Jean Ier de Bretagne, duc de Bretagne fit au roi de France.
Il se croisait de nouveau avec saint Louis au mois de juillet 1248. Il aborda Chypre avec lui au mois d'août ; il y mourut avant le départ des croisés, qui ne quittèrent l’île que le 30 mai 1249.
Il était mort à l'île de Chypre dans les premiers jours de janvier 1249. Isabelle s'intitule dès le mois de mars suivant : haeres sui juris, in libera viduitate constituta. Il n'avait pas eu d'enfants.

## La version de Ménage
Pour l'abbé Angot, par son manque d'exactitude, Gilles Ménage a induit en erreur les éditeurs du Cartulaire de Fontaine-Daniel.
S'il n'avait point dit que Dreux V de Mello, seigneur de Mayenne, était mort en 1244, les auteurs de ce travail n'eussent pas été amenés à corriger par une note la date de la charte CXCI où Guy de Mello, évêque d'Auxerre, neveu du seigneur de Mayenne, ratifie, en 1248, une donation faite par son oncle qui vivait encore.
Si Dreux de Mello était réellement mort en 1244, ce n'est pas une charte du même cartulaire, mais trois qu'il eût fallu réformer pour la date. D'ailleurs, Guy de Mello ne pouvait donner avant 1244, avec le titre d'évêque d'Auxerre, l'acte précité, car il ne fut nommé à cet évêché qu'en 1246. Heureusement tout s'arrange.
Dreux de Mello est mort, d'après la généalogie de sa famille donnée par le Père Anselme, en 1248 ; suivant notre manière actuelle de compter, on devrait dire même : dans les premiers jours du mois de janvier 1249.
Car Ménage donne un extrait de l'Obituaire du prieuré de la Primaudière où on lit que Dreux mourut sexto nonas januarii. Il est vrai qu'il y a là encore une inexactitude, les nones de janvier étant le 5, il ne peut y avoir de jour qualifié sexto nonas. L'abbé Angot se devait de relever cette erreur, la charte en question avant rapport aux croisades.

## Source
« Dreux V de Mello », dans Alphonse-Victor Angot et Ferdinand Gaugain, Dictionnaire historique, topographique et biographique de la Mayenne, Laval, A. Goupil, 1900-1910 [détail des éditions] (BNF 34106789, présentation en ligne).